# Élections législatives vincentaises de 2015
Les élections législatives vincentaises de 2015 se sont déroulées le 9 décembre 2015 à Saint-Vincent-et-les-Grenadines. Le Parti travailliste uni, positionné à gauche, conserve sa majorité absolue avec huit sièges sur les quinze choisit au suffrage direct à l'assemblée vincentaise. Ralph Gonsalves est reconduit au poste de Premier ministre.

## Système politique et électoral
Saint-Vincent-et-les-Grenadines est un royaume du Commonwealth, une monarchie parlementaire et une démocratie multipartite des Caraïbes ayant conservé la reine Élisabeth II comme chef symbolique et cérémoniel de l'État. Cette dernière est représentée par un gouverneur général choisi par le gouvernement vincentais. 
L'Assemblée de Saint-Vincent-et-les-Grenadines est un parlement unicaméral composé de 21 à 23 membres élus pour cinq ans, dont 15 représentants au scrutin uninominal majoritaire à un tour dans autant de circonscriptions. Six autres membres - dits sénateurs - sont nommés par le gouverneur général, dont quatre sur proposition de la majorité au pouvoir et deux sur celle de l'opposition. Enfin, Le président de l'assemblée et le procureur général sont de droit membres ex officio s'ils ne sont pas déjà issus des rangs de l'assemblée. Le vote n'est pas obligatoire. Le Premier ministre et ses ministres sont issus de l'assemblée, qui contrôle l'exécutif.

## Calendrier
| Dates            | Étapes                                   |
| ---------------- | ---------------------------------------- |
| 7 novembre 2015  | Dissolution de la neuvième assemblée     |
| 20 novembre 2015 | Dépôt des candidatures                   |
| 9 décembre 2015  | Jour du scrutin                          |
| 29 décembre 2015 | Première réunion de la dixième assemblée |

## Résultats
|                           |                                      |        |       |      |        |               |  |  |  |
| Parti                     | Parti                                | Voix   | %     | +/-  | Sièges | +/-           |  |  |  |
|                           | Parti travailliste uni (PTU)         | 34 246 | 52,28 | 1,18 | 8      | en stagnation |  |  |  |
|                           | Nouveau Parti démocratique (NPD)     | 31 027 | 47,37 | 1,30 | 7      | en stagnation |  |  |  |
|                           | Parti démocratique républicain (PDR) | 154    | 0,24  | Nv   | 0      | en stagnation |  |  |  |
|                           | Parti vert (PV)                      | 77     | 0,12  | 0,10 | 0      | en stagnation |  |  |  |
|                           |                                      |        |       |      |        |               |  |  |  |
| Votes valides             | Votes valides                        | 65 504 | 99,69 |      |        |               |  |  |  |
| Votes blancs et invalides | Votes blancs et invalides            | 202    | 0,31  |      |        |               |  |  |  |
| Total                     | Total                                | 65 706 | 100   | –    | 15     | en stagnation |  |  |  |
| Abstentions               | Abstentions                          | 23 821 | 26,61 |      |        |               |  |  |  |
| Inscrits / participation  | Inscrits / participation             | 89 527 | 73,39 |      |        |               |  |  |  |

| Majorité absolue |     |  |
| ↓                |     |  |
| 8                | 7   |  |
| PTU              | NPD |  |

## Représentants élus
| Circonscription        | Représentant sortant           | Parti | Parti | Représentant élu     | Parti | Parti |
| ---------------------- | ------------------------------ | ----- | ----- | -------------------- | ----- | ----- |
| North Windward         | Montgomery Daniel              |       | PTU   | Montgomery Daniel    |       | PTU   |
| North Central Windward | Ralph Gonsalves                |       | PTU   | Ralph Gonsalves      |       | PTU   |
| South Central Windward | Saboto Caesar                  |       | PTU   | Saboto Caesar        |       | PTU   |
| South Windward         | Frederick Stephenson           |       | PTU   | Frederick Stephenson |       | PTU   |
| Marriaqua              | Girlyn Miguel                  |       | PTU   | St. Claire Prince    |       | PTU   |
| East St. George        | Clifton Clayton Fitzroy Burgin |       | PTU   | Camillo Gonsalves    |       | PTU   |
| West St. George        | Cecil McKie                    |       | PTU   | Cecil McKie          |       | PTU   |
| East Kingstown         | Arnhim Eustace                 |       | NPD   | Arnhim Eustace       |       | NPD   |
| Central Kingstown      | St. Clair Leacock              |       | NPD   | St. Clair Leacock    |       | NPD   |
| West Kingstown         | Daniel E. Cummings             |       | NPD   | Daniel E. Cummings   |       | NPD   |
| South Leeward          | Nigel Stephenson               |       | NPD   | Nigel Stephenson     |       | NPD   |
| Central Leeward        | Maxwell Adolphus Charles       |       | PTU   | Louis Straker        |       | PTU   |
| North Leeward          | Roland Matthews                |       | NPD   | Roland Matthews      |       | NPD   |
| Northern Grenadines    | Godwin Friday                  |       | NPD   | Godwin Friday        |       | NPD   |
| Southern Grenadines    | Terrance Ollivierre            |       | NPD   | Terrance Ollivierre  |       | NPD   |